# バクマン。 オリジナルサウンドトラック
『バクマン。 オリジナルサウンドトラック』は、テレビアニメ『バクマン。』のサウンドトラック。

## BAKUMAN OST 1
2011年1月26日にMellow Headより発売。劇中で使用されているBGM23曲と、挿入歌として使用された影山ヒロノブの「超ヒーロー伝説」がフルサイズで収録されている。BGMはすべてAudio Highsが作曲。挿入歌の「超ヒーロー伝説」の作詞・作曲は、カースィ・ケニーチェ、編曲は鈴木マサキが担当した。CDジャケットには、真城最高、高木秋人、亜豆美保、見吉香耶、新妻エイジ、福田真太、蒼樹紅、中井巧朗、服部哲、服部哲、佐々木尚が描かれている。
BGMは、原作にならってすべて「○○と○○」という曲名になっている。『バクマン。』の物語性を反映し、BGMにも「爽やかで健康的な楽曲が多い」と評価される。
収録曲
| トラック | 曲名                 | 時間 |
| -------- | -------------------- | ---- |
| 01       | 漫画と原作           | 2:49 |
| 02       | ループと根気         | 1:59 |
| 03       | 画材とコーヒー       | 2:57 |
| 04       | ヤル気と若さ         | 2:26 |
| 05       | 過去と悔しさ         | 2:08 |
| 06       | 驚きと先走り         | 1:48 |
| 07       | 正解と不正解         | 0:43 |
| 08       | 鍵とふたり           | 2:32 |
| 09       | 夢と全力             | 2:34 |
| 10       | 年頃とガールズトーク | 1:40 |
| 11       | 空虚と喪失           | 2:02 |
| 12       | 同世代と衝撃         | 0:31 |
| 13       | まぬけと妄想         | 1:51 |
| 14       | 恋と周波数           | 2:42 |
| 15       | 沈痛と事実           | 2:12 |
| 16       | 仕事場と挑戦         | 2:07 |
| 17       | 緊張と動揺           | 2:05 |
| 18       | 邪道と王道           | 2:38 |
| 19       | 消沈と迷い           | 2:10 |
| 20       | ヒーローとおじさん   | 2:00 |
| 21       | 勝負と可能性         | 2:48 |
| 22       | 天才とバクチ打ち     | 2:02 |
| 23       | 星空と決意           | 2:41 |
| 24       | 超ヒーロー伝説       | 3:48 |

## BAKUMAN OST 2
2012年3月28日にLantisより発売。第2シリーズのBGMと挿入歌が収録されている。
収録曲
1. 完成と明日
2. 場違いとタイミング
3. スケッチブックと速攻
4. お節介と勘違い
5. 停止と困惑
6. ペンネームと願い
7. ネガティブと怠惰
8. 日常と経過
9. 解説と憂悶
10. 条件と権限
11. ビミョーとナンセンス
12. ストーリーと理屈
13. 公園と本音
14. 練習と初心
15. はじめてと脳内
16. データと無鉄砲
17. 誤解と和解
18. 電話と絆
19. 希望と熱望
20. 失意と不本意
21. 逃亡と意表
22. サスペンスとプライド
23. 爆音と異才
24. 青葉と純情
25. 仕切り直しと思索
26. 励みと同志
27. 出発と覚悟
28. We wish you a merry Christmas
歌：亜豆美保（CV.早見沙織）
29. 「疑探偵TRAP」テーマソング FAKER TRICK!
歌：小桃音まい
30. 「CROW」テーマソング CROW's SKY
歌：喜多修平
31. 「ラッコ11号」テーマソング ラッコ11号の歌
歌：ヒャダイン + 日高里菜
32. We wish you a merry Christmas（ver.2）
歌：亜豆美保（CV.早見沙織）